# Jonathan Archer
Jonathan Archer é o personagem protagonista da telessérie americana de ficção científica Star Trek: Enterprise (no original em inglês, ou ENT), interpretado por Scott Bakula. Archer foi o oficial comandante da nave estelar Enterprise NX-01, com a patente de Capitão-de-Mar-e-Guerra (Captain, em inglês), no período 2151-2161.
Entre 2184 e 2192, o personagem ocupou o cargo de presidente da Federação dos Planetas Unidos.[carece de fontes?]